# یواس‌اس مونروویا (ای‌پی‌ای-۳۱)
یواس‌اس مونروویا (ای‌پی‌ای-۳۱) (به انگلیسی: USS Monrovia (APA-31)) یک کشتی بود که طول آن ۴۹۱ فوت (۱۵۰ متر) بود. این کشتی در سال ۱۹۴۲ ساخته شد.